# Friedrich Mayer (Politiker, 1919)
Friedrich Mayer (* 20. Mai 1919 in Seestadtl, Tschechoslowakei; † 30. Oktober 2003 in Dresden) war ein deutscher Politiker der CDU der DDR deutschböhmischer Herkunft. Er war Vorsitzender des Bezirksvorstandes Dresden und Mitglied des Hauptvorstandes der Christlich-Demokratischen Union Deutschlands (CDU) sowie Abgeordneter der Volkskammer der DDR.

## Leben
Mayer, Sohn eines Ökonomie-Verwalters (Fürstlich Lobkowitzscher Meierhof), besuchte das Gymnasium in Komotau und anschließend von 1935 bis 1939 die Wirtschaftsoberschule in Aussig. Von 1932 bis 1938 war er Mitglied des Jugendbundes „Staffelstein“, einer Organisation der deutschen katholischen Jugend in der Tschechoslowakei. Nach der Besetzung des Sudetenlandes trat Mayer im November 1938 der Standarte 9/103 der SS bei (SS-Nummer 333.717). Im Januar 1941 wurde er zur Wehrmacht einberufen, studierte aber 1942/43 Volkswirtschaft an den Universitäten Prag und Wien. Ab 1943 musste er erneut Kriegsdienst leisten und geriet als Unteroffizier in Kriegsgefangenschaft.
Nach der Entlassung ging er in die Sowjetische Besatzungszone und arbeitete von 1946 bis 1950 als Einkäufer im Kombinat Espenhain. Mayer trat 1949 in die CDU ein und war von 1949 bis 1952 Gemeindevertreter in Kitzscher bei Borna. Von 1950 bis 1953 war er Mitglied des Kreistages, Kreisrat, stellvertretender Landrat und Stellvertreter des Vorsitzenden des Rates des Kreises Borna. Zwischen 1951 und 1953 absolvierte er ein Fernstudium an der Zentralen Parteischule der CDU. Anschließend fungierte er vom 3. Dezember 1953 bis Mai 1968 als Vorsitzender des Bezirksvorstandes Dresden der CDU. Von Oktober 1952 (6. Parteitag) bis Oktober 1968 (12. Parteitag) gehörte er zudem als Mitglied dem Hauptvorstand der CDU an.
Von 1954 bis 1958 und erneut von 1963 bis 1967 war er Abgeordneter des Bezirkstages Dresden sowie von 1958 bis 1963 Abgeordneter der Volkskammer und dort Mitglied des Verfassungsausschusses. Mayer war Inoffizieller Mitarbeiter der Abteilung V der Bezirksverwaltung Dresden der DDR-Staatssicherheit. Nach einem persönlichen Gespräch mit dem Meißener Bischof Otto Spülbeck im Juni 1963 hatte er einen ausführlichen Bericht an das MfS übergeben.
Ab 1968 war er Mitarbeiter der VOB Union in Berlin. Zuletzt arbeitete er bis zum Eintritt in den Ruhestand als Werkleiter des VEB Harzleim Dresden.

## Auszeichnungen in der DDR
- „Medaille für ausgezeichnete Leistungen“ (1955)
- Ehrennadel der Nationalen Front (1955)
- Verdienstplakette des Friedensrates der DDR in Silber (1956)
- Ernst-Moritz-Arndt-Medaille (1957)
- Ehrennadel der Gesellschaft für Deutsch-Sowjetische Freundschaft in Gold (1957)
- Vaterländischer Verdienstorden in Bronze (1958)
- Otto-Nuschke-Ehrenzeichen in Silber (1960)